# Парламентские выборы в Узбекской ССР (1990)
Выборы в XII-й (и последний) созыв Верховного Совета Узбекской ССР состоялись 18 февраля 1990 года, став первыми демократическими выборами в истории Узбекистана. Всего было избрано 500 депутатов. Выборы проходили в два тура[уточнить], и по итогам двух туров абсолютное большинство получила Коммунистическая партия Узбекской ССР (лидер — Ислам Каримов) — 490 мест. В рядах компартии числились также фактически оппозиционные кандидаты, которые прошли в парламент благодаря жесткой конкуренции с другими кандидатами и многочисленным ходатайствам и митингам избирателей. Ряд членов сразу после выборов стали членами новой партии «Эрк» или примкнули к народному движению «Бирлик» (лидер — Абдурахим Пулатов), которое на этих выборах являлась единственной оппозиционной политической силой, которая по итогам двух туров сумела получить 50 мест в парламенте. Явка избирателей составила 93,5%. 
| Партия                                | Число мест |
| ------------------------------------- | ---------- |
| Коммунистическая партия Узбекской ССР | 456        |
| Народное движение «Бирлик»            | 40         |
| Независимые                           | 4          |
| Итого                                 | 500        |

После независимости Узбекистана 31 августа 1991 года, Верховный Совет Узбекской ССР был переименован в Верховный Совет Республики Узбекистан и продолжал функционировать до первых в истории независимого Узбекистана парламентских выборов 1994/1995 годов.